# Isabel de Villena
Elionor Manuel de Villena conocida como hermana Isabel de Villena (¿Valencia, c.1430?-Valencia, 2 de julio de 1490), fue una religiosa, poetisa y prosista española, considerada la primera escritora conocida en valenciano. Su obra Vita Christi, la única que se ha conservado, está enmarcada en el protofeminismo español del siglo XV. Durante su vida religiosa se rodeó de un nutrido grupo de escritores que la respetaron especialmente por su altura intelectual y que consideraron su obra como indispensable en el Siglo de Oro valenciano.

## Biografía
Nacida Elionor Manuel de Villena probablemente en 1430 en Valencia, era hija ilegítima de Enrique de Villena, marqués de Villena, y una mujer desconocida. Su padre era un poeta perteneciente a la alta nobleza y estaba emparentado con las casas reales de Castilla y Aragón. Al quedar huérfana a los cuatro años, María de Castilla, la reina de Aragón, que no tenía descendencia, se hizo cargo de ella y la instruyó como si se tratara de una princesa a pesar de su condición de bastarda. Vivió desde pequeña en la corte de Alfonso V, conocido como «el Magnánimo», y se educó en los ambientes aventureros y abiertos que la rodearon.

### De Elionor a Isabel

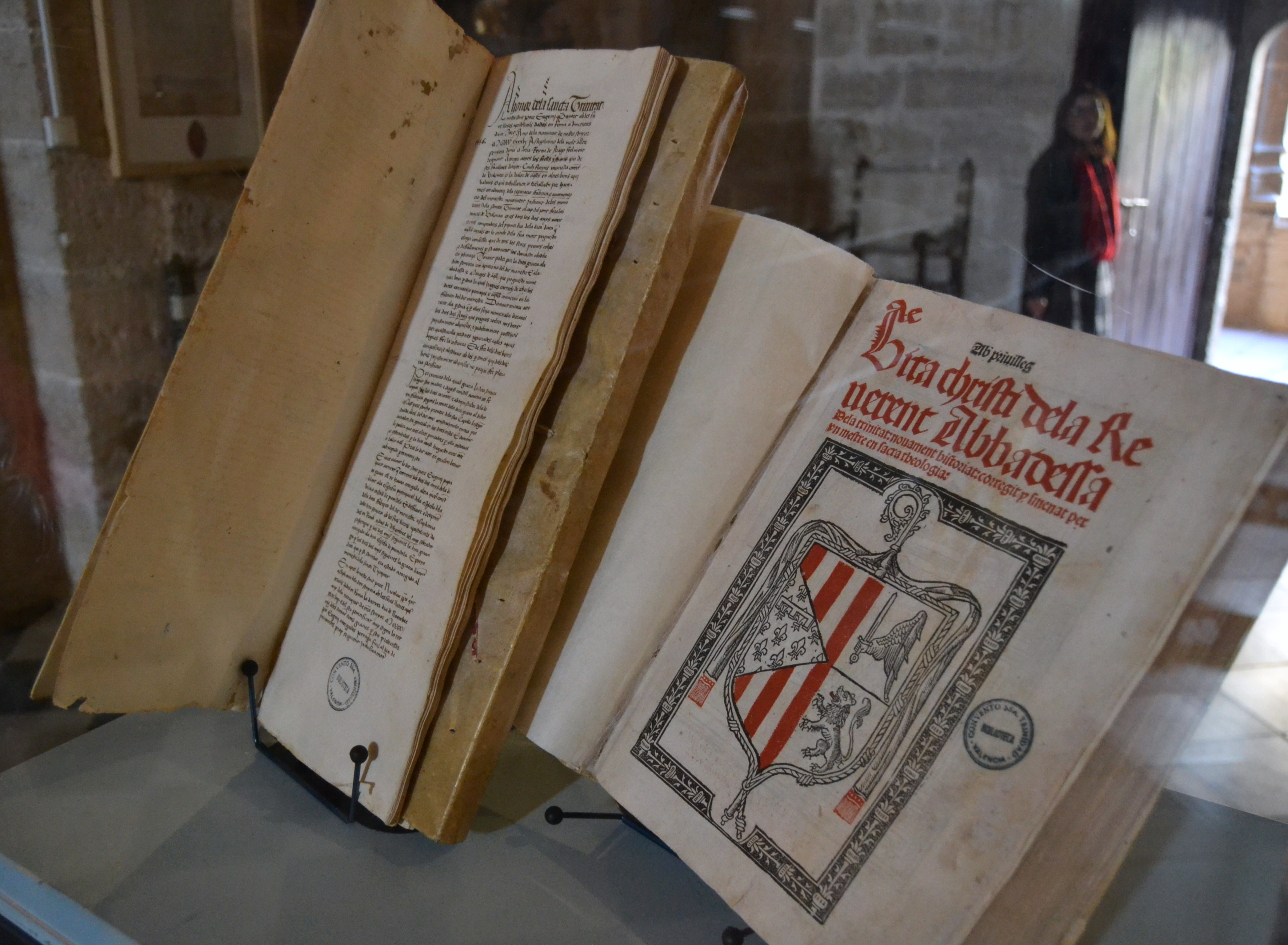
Vita Christi en el convento de la Santísima Trinidad.

A los quince años, el 28 de febrero de 1445 ingresó por voluntad propia en el convento de la Santísima Trinidad de las Clarisas de Valencia fundado por la reina María el año anterior. Allí cambió su nombre por el de Isabel. Recluida como monja clarisa, continuó su estrecha relación con la reina María, quien, en la construcción del cenobio había previsto un espacio privado dentro del convento para pasar sus horas de retiro como una religiosa más. Fue nombrada abadesa en 1463, una responsabilidad que tuvo hasta su muerte, acaecida a causa de la epidemia de peste que asoló Valencia en 1490.
Isabel de Villena siguió una vida de contemplación y espiritualidad (que la llevaron a escribir, según ha trascendido en las crónicas de la época, diversos tratados sobre la vida religiosa). De todos ellos, solo se ha conservado una única obra que le ha valido un reconocimiento universal, la Vita Christi (Vida de Cristo), gracias a la intervención póstuma de su sucesora, sor Aldonça de Montsoriu, que publicó la primera edición en Valencia en 1497. Poco se sabe de otras obras, pero se dice que escribió diversos tratados y una obra mística, el Speculum Animae (Espejo del Alma), del que la última noticia data de 1761, pero que hoy permanece perdida.
En todo caso, su dedicación a las letras no era muy frecuente en su época y sin duda se ha de enmarcar en el esplendor cultural de la Valencia del siglo XV. Se cree también que Isabel tuvo ocasión de compartir sus ideas literarias con Jaume Roig, que entonces ejercía de médico del mismo convento, y algunos estudiosos han querido ver en la Vita Christi  una respuesta a la misoginia del autor de Espill o Llibre de les dones (El espejo o Libro de las mujeres).
Otros escritores y traductores contemporáneos la nombran o le dedican sus obras, como Miquel Pérez, que le dedica la traducción de la Imitació de Jesucrist (que según ella vive en nuestro tiempo aún, visitando los conventos), lo que da idea de su prestigio entre los autores que la rodearon.

## Sobre la obra
Vita Christi es una narración sobre la vida de Jesucristo escrita con el propósito de ilustrar a las monjas de su convento. Su originalidad estriba en el hecho de que la autora es capaz de llenarla con su prodigiosa imaginación y su punto de vista femenino. Así, la que tenía que ser la vida de Cristo narra como referencia la vida de la Virgen María: el libro empieza y acaba con el nacimiento de la Virgen y su asunción al cielo. Muy probablemente, conocería la Vita Christi de Ludolfo de Sajonia, que tuvo un amplio éxito y difusión, pero marcó su obra con rasgos originales, entre otros elementos como aquellos que tomaron inspiración de los evangelios apócrifos y en los evangelios gnósticos que se escribieron en los dos primeros siglos del cristianismo para prohibirse poco después.
La obra se centra en las mujeres que rodearon la vida de Cristo: Santa Ana, la Virgen María y María Magdalena. Estas se presentan como mujeres, abuelas y madres, de manera que viven la vida de Cristo como mujeres normales, con sentimientos humanos. Siendo escrita en primera instancia con el objetivo de fomentar la devoción religiosa, es aprovechada para realizar una defensa de las mujeres, tan ampliamente argumentada como difícilmente refutable. Su análisis permite demostrar que esta autora rebatía directamente los tópicos de la literatura misógina muy abundante durante décadas en la corona de Aragón.
La Vita Christi nace como un libro de doctrina y se convierte en una de las piezas importantes de la literatura en valenciano y universal del siglo XV, dentro de lo que se llama como el Siglo de Oro valenciano. 
Los críticos y estudiosos la han visto como un referente extraordinario, y también como un caso peculiar, ateniéndose a las escasas publicaciones que se conservan escritas por mujeres. Libro biográfico y de contemplación, que no excluye los sueños como una manera de explicar la espiritualidad, nos habla de las mujeres en relación directa con Cristo. 

(...) un libro biográfico y de contemplación al mismo tiempo, y si no tenemos en cuenta estos dos aspectos, fundamentales en la intención de la autora, corremos el peligro de no entenderlo, aunque eso no quiere decir que el lector moderno encuentre más interés en la vida de Cristo y en los episodios del más allá.
Martín de Riquer (sobre la Vita Christi)

La intención doctrinal de la Vita Christi, libro que no fue firmado por la autora, no quita que sea un gran trabajo literario que no se fundamentó solo en las fuentes consideradas legítimas. Lejos de eso, Isabel de Villena escribe prestando atención a otras fuentes llamadas “extra-canónicas”: libros apócrifos o tradiciones procedentes de los evangelios gnósticos. 
En este último podríamos entender que también estuvo influenciada por su padre, gran maestre de la Orden de Calatrava, quien mostraría interés en el esoterismo judío y árabe, además de dar como válidos ciertos textos no reconocidos por la iglesia así y de ensalzar la figura de la mujer.[cita requerida]

La abadesa de la Trinidad de Valencia nos ofrece una vida de Cristo no demasiado ortodoxa, ya que prescinde de muchas de las noticias de los Evangelios canónicos e incluye, en cambio, numerosos temas y relatos de los textos apócrifos o de tradiciones piadosas, como las contenidas en la Leyenda áurea. No incluye, por ejemplo, muchos de los milagros o parábolas que incluyen los cuatro evangelistas; no recuerda, ni tan solo, el que es considerado el manifiesto fundamental de cristianismo, el «sermón de la montaña». A Isabel de Villena le interesa más la inocencia de María y de Jesús, y la pasión de estos y la muerte y ascensión de su madre, que la doctrina, la predicación.
Alfons Llorenç, "La Vita Christi, un text coetani", dins «Aproximació al món literari de la Festa d'Elx», Festa d'Elx, núm. 45, pag. 109-23 (Elx, 1987)  (traducido al castellano)

Isabel de Villena fue fuente de inspiración de otros autores, como Jaime Pérez de Valencia, que le dedicó su Expositio super cantica evangélica, Bernat Fenollar o de Miguel Pérez, traductor de la Imitatio Christi de Jean Gerson

## Homenajes póstumos
En su honor en la población de Esplugas de Llobregat, Barcelona, hay una escuela con su nombre fundada durante el franquismo. En 2007, el Ministerio de Fomento bautizó al Sasemar 101, uno de sus aviones de patrulla marítima con su nombre, operado por la Sociedad de Salvamento y Seguridad Marítima. En Valencia, su ciudad natal, un instituto de educación secundaria en la Malvarrosa lleva su nombre, "IES Isabel de Villena", una biblioteca municipal de la ciudad de Valencia barrio de Torrefiel lleva por nombre "Isabel de Villena" y una de las principales calles del barrio del Cabañal-Cañamelar paralela a la playa de la Malvarrosa se llama "Isabel de Villena". Igualmente, en 2003, el ayuntamiento del municipio valenciano de Cuart de Poblet instituyó los premios anuales "Isabel de Villena por la igualdad".

## Ediciones
- Vita Christi, Ed. Aldonça de Montsoriu (Primera edición), Valencia, 1497.
- Vita Christi, Barcelona, 1527.
- Vita Christi, Valencia, Institución Alfonso el Magnánimo, 1986.
- Vita Christi, [Última edición - a cargo d'Albert Hauf], Barcelona, Edicions 62, 1995

## Versión
- Biblioteca Valenciana Digital (BIVALDI) acceso al Vita Christi, vida e mort del nostre Redemptor Jesus (22 de agosto de 1497)
- Original en línea, del Instituto Lluís Vives
- al francés: Femmes dans la Vie du Christ, Soeur Isabelle de Villena, Éditions de la Merci, Perpiñán (Francia), 2008. ISBN 978-2-9531917-A-4